# Basilepta remota
Basilepta remota es un coleóptero de la familia Chrysomelidae.
Fue descrita científicamente por primera vez en 1984 por Tan & Wang.